# Moses Wilhelm Shapira

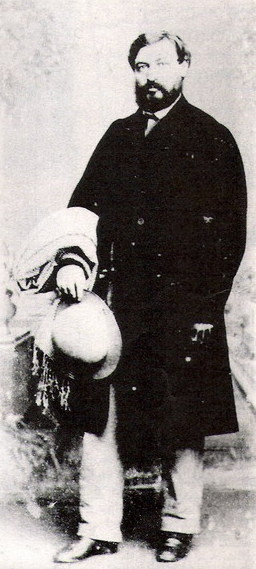
Moses Wilhelm Shapira

Moses Wilhelm Shapira (geboren im Jahr 1830 in Kamjanez-Podilskyj, Russisches Kaiserreich; gestorben am 9. März 1884 in Rotterdam, Niederlande) war Antiquitätenhändler in Jerusalem. Er war in Fälschungsskandale um moabitische Kunstgegenstände verwickelt.

## Leben
Moses Wilhelm Shapira wurde 1830 als Sohn polnischer Juden geboren. 1856 wanderte er ins Osmanische Reich aus und ließ sich in Jerusalem nieder. Er konvertierte zum Protestantismus und heiratete die hessische Diakonisse Anna Magdalena Rosette Jöckel. Gemeinsam hatten sie zwei Töchter, von denen eine die französische Schriftstellerin Myriam Harry (1869–1958) war.
Shapira eröffnete einen Antiquitätenhandel, den vor allem Palästinareisende frequentierten. Seine Waren bezog er von arabischen Einheimischen.
Im Gefolge der Entdeckung der Mescha-Stele tauchten auf dem Antiquitätenmarkt Jerusalems zahlreiche weitere vermeintlich moabitische Artefakte auf, sogenannte Moabitica. Auch Shapira scheint an diesen Fälschungen beteiligt gewesen zu sein. Da zur damaligen Zeit allerdings Vergleichsobjekte fehlten, blieben die Fälschungen in der Regel unentdeckt. Gerade deutsche Archäologen kauften Moabitica, um den Verlust der Mescha-Stele an Frankreich und Großbritannien zu kompensieren.
Als Erster bezweifelte Charles Clermont-Ganneau (1846–1923), der Gezer ausgegraben hatte, die Echtheit der moabitischen Fundstücke. Diese Meinung teilte Emil Kautzsch. Shapira verteidigte seine Artefakte gegen den Widerstand der Forscher als echt. Er setzte seinen Handel fort, verlegte sich jedoch nun auf den Verkauf hebräischer Handschriften aus dem Jemen.
1883 bot Shapira dem British Museum in London 15 Schriftrollen mit Textstücken aus dem biblischen Buch Deuteronomium, inklusive der Zehn Gebote, zum Preis von einer Million Pfund Sterling an. Die Fragmente wurden nach eingehender Begutachtung durch Christian David Ginsburg als Fälschungen verworfen, nachdem zwei der Schriftrollen in einer großen Ausstellung präsentiert worden waren. Nach diesem Eklat verließ Shapira England und erschoss sich am 9. März 1884 im Hotel Bloemendaal in Rotterdam.
Die Schriftrollen Shapiras wurden in einer Auktion bei Sotheby’s für nur 10 Guineen versteigert. Mutmaßlich bei einem Brand im Jahr 1899 wurden sie zerstört.
Neuerdings tritt Idan Dershowitz, Lehrstuhlinhaber der Professur für Hebräische Bibel und Exegese an der School of Jewish Theology der Universität Potsdam, für eine Neubewertung der Fragmente ein. Die von Dershowitz erstmals in einem Artikel in der Zeitschrift für die alttestamentliche Wissenschaft vertretene These, die Fragmente seien echt und repräsentierten eine Vorform des Deuteronomiums, wurde im März 2021 von der New York Times einem breiteren Publikum bekannt gemacht.

## Werke
- Eigenhändiges Verzeichnis der von Shapira gesammelten hebr. Handschriften, Staatsbibliothek Berlin, Ms. or. fol. 1342

Digitalisat